# Dieter Lotz
Dieter Lotz (* 3. Februar 1954 in Arnsberg) ist ein deutscher Heilpädagoge und approbierter Kinder- und Jugendpsychotherapeut, von 2006 bis 2020 Professor für Heilpädagogik an der Evangelischen Fachhochschule Nürnberg, seitdem im Ruhestand.

## Leben und Wirken
Dieter Lotz arbeitete von 1970 bis 1971 in Bielefeld in einem Sonderkindergarten für spastisch gelähmte Kinder. Seinen Zivildienst leistete er 1973–1975 in Bethel ab. Anschließend studierte er Heilpädagogik an der Evangelischen Fachhochschule Bielefeld (Abschluss 1980), absolvierte das Montessori-Diplom (1983) und studierte noch Pädagogik an der Universität Bielefeld (Abschluss 1985), wo er 1993 promovierte. Von 1980 bis 1992 war er an der Evangelischen Erziehungsberatungsstelle in Bielefeld tätig. Im Jahre 1994 ging Dieter Lotz als hauptamtlicher Dozent für Heilpädagogik an die Evangelische Fachschule für Heilpädagogik im Elisabethenstift Darmstadt, wo er 12 Jahre unterrichtete. 2006 wurde er als Professor für Heilpädagogik an die Evangelische Fachhochschule Nürnberg berufen. Ferner ist der Heilpädagoge noch Dozent an der Europäischen Akademie für Heilpädagogik in Bochum sowie an der Akademie für Logotherapie und Existenzanalyse in Mainz.
Dieter Lotz, Vater von zwei Kindern, ist mitverantwortlicher Leiter des Nürnberger Instituts für Logotherapie und Existenzanalyse sowie Mitglied u. a. im Leitungsteam der Sektion Pädagogen/Sozialpädagogen in der Deutschen Gesellschaft für Logotherapie und Existenzanalyse e. V., im Berufs- und Fachverband Heilpädagogik e. V., in der Hugo Kükelhaus Gesellschaft e. V. in Soest, in der Landespsychotherapeutenkammer Bayern sowie 2. Vorsitzender des Archivs Kinderkunst in Darmstadt.

## Veröffentlichungen (Auswahl)
- Heilpädagogik – Was ist das?, in: BHP-Informationen 1988/H. 3, S.
- Heilpädagogische Übungsbehandlung als Suche nach Sinn, Bielefeld 1997
- Heinrich Hanselmann, in: Maximilian Buchka/Rüdiger Grimm/Ferdinand Klein (Hrsg.): Lebensbilder bedeutender Heilpädagoginnen und Heilpädagogen im 20. Jahrhundert, München 2000, S. 97–109
- Theodor Heller, in: Maximilian Buchka/Rüdiger Grimm/Ferdinand Klein (Hrsg.): Lebensbilder bedeutender Heilpädagoginnen und Pädagogen im 20. Jahrhundert, München 2000, S. 111–128
- Das Gras wächst auch nicht schneller, wenn man daran zieht". Heilpädagogisches Arbeiten in der Erziehungshilfe, in: heilpaedagogik.de 2006/H. 2, S. 17–21
- Heilpädagogische Diagnostik, in: Heinrich Greving (Hrsg.): Kompendium der Heilpädagogik. Band 1 A–H, Troisdorf 2007, S. 327–336
- Sozialpädagogisches Handeln: Eine Grundlegung sozialer Beziehungsarbeit mit Themenzentrierter Interaktion, Mainz Grünewald 2003